# Pseudolimnophila (Pseudolimnophila) plutoides
Pseudolimnophila (Pseudolimnophila) plutoides is een tweevleugelige uit de familie steltmuggen (Limoniidae). De soort komt voor in het Neotropisch gebied.